# The Watcher (2016)
The Watcher é um filme de terror estadunidense de 2016 dirigido por Ryan Rothmaier e estrelado por Erin Cahill e Edi Gathegi. O filme segue um casal jovem que, depois de mudar-se para uma nova casa, se sente aterrorizado para sair. O filme é inspirado no caso real do 657 Boulevard (em Westfield, Nova Jérsei) “Watcher”, que enviou cartas ameaçadoras aos proprietários.

## Sinopse
Na tentativa de recomeçar, o casal jovem Emma (Erin Cahill) e Noah (Edi Gathegi) mudam-se para Los Angeles após comprarem uma casa onde o inquilino anterior morreu. Enquanto se mudam, Emma e Noah conhecem os vizinhos Jeanne (Denise Crosby) e seu filho deficiente intelectual Mikey (Riley Baron), bem como o casal do outro lado da rua, Reggie (Kevin Daniels) e Amanda (Tracie Thoms), com quem se tornam amigos. Logo Emma e Noah começam a receber cartas ameaçadoras de uma figura misteriosa que se autodenomina “O Corvo”, exigindo que saiam de casa. Emma começa a ter alucinações.

## Elenco
- Erin Cahill como Emma
- Edi Gathegi como Noah
- Denise Crosby como Jeanne
- Riley Baron como Mikey
- Kevin Daniels como Reggie
- Tracie Thoms como Amanda